# Lluís Dalmau
Lluís Dalmau (em castelhano: Luis Dalmau), (Valência, ? – Valência, 1460) foi um pintor aragonês da última fase da Pintura Gótica. Trabalhou com o estilo flamengo de pintura a serviço de Afonso V de Aragão.
Viajou a Flandres entre 1431 e 1436, onde conheceu a pintura flamenga e, em especial, Jan van Eyck. Este fato resultou na chegada do estilo flamengo na Catalunha e a introdução da pintura a óleo. 
Existem apenas duas obras genuínas de Dalmau:
- A Virgem dos Conselheiros (1443-1445), uma encomenda do Conselho dos Cem, de Barcelona. Está hoje no Museu Nacional de Arte da Catalunha.

- A tábula central do Retábulo de San Baudilio (1448) para a igreja paroquial de San Baudilio de Llobregat.